# Georg Hansson
Georg Constantin Hansson, född 4 januari 1932 i Landskrona, död 4 maj 2018, var en svensk målare och grafiker. 
Hansson utbildade sig först till möbelsnickare och arbetade som sådan några år innan han anställdes som slöjdlärare i Landskrona. Han blev konstnär av en slump när han köpte målningar till sin lägenhet och upptäckte att han kunde göra bättre målningar själv. Han skaffade färgtuber, penslar samt dukar och målade några stilleben. 
Något år senare skickade han in ett bidrag till en jurybedömd utställning, på Vikingsberg i Helsingborg och blev antagen. Hans konst består av symboliska naturbilder ofta från Arild, Glumslöv och Landskronatrakten. Hansson är representerad vid Kalmar museum, Borås konstmuseum, Helsingborgs museum och Landskrona museum.